# Tito Herminio Aquilino
Tito Herminio Aquilino  fue un político y militar romano del siglo VI a. C. perteneciente a la gens Herminia, una familia de origen etrusco.

## Carrera militar y política
Herminio aparece por primera vez en la historia en el año 509 a. C., durante la expulsión de Tarquinio el Soberbio. El rey le encomendó, junto con Marco Horacio Pulvilo, el mando de las tropas que asediaban Ardea cuando regresó a Roma para hacer frente a la rebelión que dio pie a su derrocamiento. Informados por carta Herminio y Horacio de la situación en la ciudad, y comunicadas las noticias a las tropas, impidieron a Tarquinio que entrara en el campamento para recuperar el mando. Dueños por tanto de la situación, Herminio y su colega firmaron una tregua de quince años con los ardeates y volvieron a Roma.
Más adelante, durante el ataque de Larte Porsenna a Roma, fue una de las tres personas que se distinguieron en la defensa del puente Sublicio, impidiendo el acceso a la ciudad de las tropas etruscas que avanzaban desde el Janículo. Tras la batalla, encabezó con Espurio Larcio una embajada para aprovisionar la ciudad de alimentos.
En el año 506 a. C. fue elegido para el consulado, que trascurrió sin conflictos armados. Murió durante la batalla del Lago Regilo, en combate singular con el general enemigo Octavio Mamilio.